# Yahangir Khan
Yahangir Khan, Yangir Khan, Jahangir Khan, Djahangir Khan entre altres variacions del nom fou kan dels kazakhs de vers el 1636 al 1680. Dirigia l'exèrcit kazakh el 1635 quan fou derrotat pels sangars (branca dels calmucs) i fet presoner. Va recuperar la llibertat i va succeir al seu pare mort en aquesta època. Aviat va atacar als calmucs diverses vegades i Batur Khan el 1643 va passar a l'ofensiva amb 50.000 homes. Yahangir Khan tenia només 600 homes però els va distribuir encertadament en trinxeres als turons i quan els calmucs van atacar es van trobar al seu torn atacats pel darrere amb armes de foc que van crear un pànic general i va portar a una greu derrota amb deu mil morts calmucs. Yahangir es va unir llavors a un altre príncep tàtar de nom Yalantush, que tenia 20.000 guerrers i Baatur va jutjar prudent retirar-se. El 1644 Baatur va tornar a atacar als kazakhs però Khoshote Kundelung Taishi, amic de Yahangir, va intervenir com a mediador i la lluita es va posposar. Aquesta fou la darrera menció de Yahangir tot i que va viure més temps. Levchine diu que va residir a la ciutat de Turkestan. A la seva mort (vers 1680) el va succeir el seu fill Tiavka Khan.